# Father and Son
Father and Son (englisch für Vater und Sohn) ist ein Lied des britischen Singer-Songwriters Cat Stevens. Es erschien im Oktober 1970 und ist ein Dialog zwischen Vater und Sohn und thematisiert den Generationenkonflikt.

## Entstehung und Veröffentlichung
Getextet und komponiert wurde das Lied vom Interpreten selbst. Für die Produktion zeichnete Paul Samwell-Smith verantwortlich.
Die Erstveröffentlichung von Father and Son erfolgte als Single am 30. Oktober 1970 bei Island Records. Diese erschien als 7″-Single mit der B-Seite Moonshadow (Katalognummer: WIP 6092). Am 23. November 1970 erschien das Lied als Teil von Tea for the Tillerman (Katalognummer: 85 678 GT), dem vierten Studioalbum von Stevens.

## Text
Ursprünglich schrieb Cat Stevens das Lied für das geplante Musical Revolussia, das während der Russischen Revolution spielen sollte. Das Lied handelte dabei von einem Jungen, der sich gegen den Willen seines Vaters an der Revolution beteiligen wollte. Da Cat Stevens an Tuberkulose erkrankte, wurde das Musical zurückgestellt. Dennoch veröffentlichte er das Lied 1970, aber in einer Version, die keinen Bezug zu Russland und dessen Revolution hat, sondern allgemein den Generationenkonflikt zwischen Vater und Sohn reflektiert.
Im Text des Stücks kommt weder das Wort „Father“ noch das Wort „Son“ vor. Das Stück ist ein Dialog zwischen Vater und Sohn, wobei Cat Stevens in der Originalversion die Strophen des Sohnes eine Oktave höher singt. Das Stück besteht aus fünf Strophen, die ersten beiden und die vierte stammen vom Vater, die dritte und die letzte Strophe sind die Entgegnungen des Sohnes.
Prägend sind die vom Vater stammenden ersten Textzeilen des Lieds:

“It’s not time to make a change, just relax take it easy

You’re still young and that’s your fault, there’s so much you have to know”

„Es ist nicht der rechte Zeitpunkt für Veränderungen, entspann dich, nimm’s leicht

Du bist noch jung und das ist deine Schwäche, es gibt noch viel, was du lernen musst“

Dieses Thema wird bei der Wiederholung leicht variiert. Am Ende der Entgegnungen des Sohnes heißt es jeweils:

“Now there’s a way, and I know

That I have to go away”

„Nun gibt es eine Möglichkeit und mir ist klar

Dass ich weggehen muss“

## Komposition
Die Grundtonart des Stücks ist G-Dur. Auf der Originalaufnahme wird das Stück durch zwei akustische Gitarren, Schlagzeug, Bass und gegen Ende auch ein Klavier begleitet. Die im Strumming-Anschlag gespielte Gitarre ist am auffälligsten.
Gegen Ende des Stücks setzt ein von Stevens’ Gitarristen Alun Davies gesungener Hintergrundgesang ein. Davies singt willkürlich und simpel wirkende Phrasen wie “go and make your decision”, die einen entscheidenden Kontrast zwischen Inhalt und musikalischer Ausgestaltung bilden.
Zwischen dritter und vierter Strophe ist ein Instrumentalteil enthalten, der die Länge einer Strophe hat und in der eine Gitarre eine Variation der Gesangsmelodie vorträgt.

## Auszeichnungen für Musikverkäufe
| Land/Region                  | Auszeichnungen für Musikverkäufe (Land/Region, Auszeichnung, Verkäufe) | Verkäufe |
| ---------------------------- | ---------------------------------------------------------------------- | -------- |
| Deutschland (BVMI)           | Gold                                                                   | 250.000  |
| Italien (FIMI)               | Platin                                                                 | 50.000   |
| Neuseeland (RMNZ)            | 3× Platin                                                              | 90.000   |
| Spanien (Promusicae)         | Platin                                                                 | 60.000   |
| Vereinigtes Königreich (BPI) | Silber                                                                 | 200.000  |
| Insgesamt                    | 1× Silber · 1× Gold · 5× Platin ·                                      | 650.000  |

Hauptartikel: Cat Stevens/Auszeichnungen für Musikverkäufe

## Coverversionen

### Boyzone
Im November 1995 veröffentlichte die Boygroup Boyzone eine Coverversion, welche in Großbritannien Platz zwei erreichte.
| ChartsChartplatzierungen     | Höchstplatzierung | Wochen |
| ---------------------------- | ----------------- | ------ |
| Deutschland (GfK)            | 15 (21 Wo.)       | 21     |
| Österreich (Ö3)              | 18 (11 Wo.)       | 11     |
| Vereinigtes Königreich (OCC) | 2 (16 Wo.)        | 16     |

| ChartsJahrescharts (1995)    | Platzierung |
| ---------------------------- | ----------- |
| Deutschland (GfK)            | 75          |
| Vereinigtes Königreich (OCC) | 11          |

Auszeichnungen für Musikverkäufe

| Land/Region                  | Auszeichnungen für Musikverkäufe (Land/Region, Auszeichnung, Verkäufe) | Verkäufe |
| ---------------------------- | ---------------------------------------------------------------------- | -------- |
| Australien (ARIA)            | Gold                                                                   | 35.000   |
| Vereinigtes Königreich (BPI) | Platin                                                                 | 600.000  |
| Insgesamt                    | 1× Gold · 1× Platin ·                                                  | 635.000  |

Hauptartikel: Cat Stevens/Auszeichnungen für Musikverkäufe

### Ronan Keating
Ronan Keating veröffentlichte im Dezember 2004 eine Coverversion, bei der Yusuf Islam, wie Stevens sich zu diesem Zeitpunkt bereits nannte, eine Strophe des Gesangsteils des Vaters übernommen hat.
Chartplatzierungen
| ChartsChartplatzierungen     | Höchstplatzierung | Wochen |
| ---------------------------- | ----------------- | ------ |
| Deutschland (GfK)            | 27 (15 Wo.)       | 15     |
| Österreich (Ö3)              | 41 (9 Wo.)        | 9      |
| Schweiz (IFPI)               | 41 (11 Wo.)       | 11     |
| Vereinigtes Königreich (OCC) | 2 (13 Wo.)        | 13     |

Auszeichnungen für Musikverkäufe

| Land/Region                  | Auszeichnungen für Musikverkäufe (Land/Region, Auszeichnung, Verkäufe) | Verkäufe |
| ---------------------------- | ---------------------------------------------------------------------- | -------- |
| Vereinigtes Königreich (BPI) | Gold                                                                   | 400.000  |
| Insgesamt                    | 1× Gold ·                                                              | 400.000  |

Hauptartikel: Cat Stevens/Auszeichnungen für Musikverkäufe

### Weitere Coverversionen
1974 veröffentlichte Johnny Cash zusammen mit seiner Stieftochter Rosie Nix Adams auf seinem Album Junkie and the Juicehead Minus Me eine Coverversion des Songs unter dem Titel Father and Daughter.
1977 wurde die Melodie für eine Fernsehwerbung der Firma Teekanne verwendet; dafür hat Oliver Peters das Stück unter dem Titel Wenn der Teekessel singt aufgenommen.